# مسرح مارينسكي

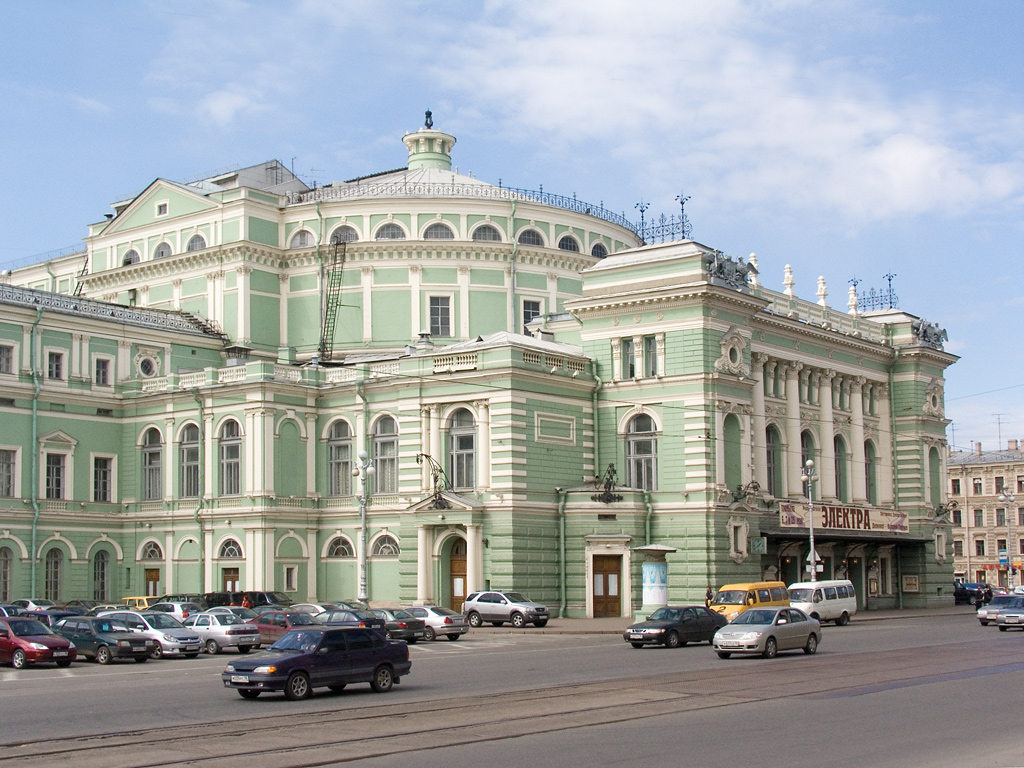
مسرح مارينسكي

مسرح مارينسكي (بالروسية: Мариинский театр) هو مسرح تاريخي لأعمال الأوبرا الباليه في مدينة سانت بطرسبرغ في روسيا.
افتتح في عام 1860، وأصبح واحدا من أبرز المسارح الموسيقية في روسيا والعالم في أواخر القرن التاسع عشر، حيث عرضت عليه روائع تشايكوفسكي وموسورجسكي وكورساكوف للمرة الأولى. ويعتبر المسرح مقرا لفرق الباليه والأوبرا والأوركسترا والتي تحمل جميعها اسم مارينسكي.